# Sumrak (2008.)
Sumrak (eng. Twilight) je američki romatično-fantastični film kojeg je režirala Catherine Hardwicke, a film je napravljen po istoimenom romanu američke spisateljice Stephenie Meyer. U glavnim ulogama se nalaze Kristen Stewart kao Bella Swan i Robert Pattinson kao vampir Edward Cullen. Film je prvotno sniman u Washingtonu, a kasnije u Oregonu. Sumrak je pušten u kina 21. studenog 2008. i već je u prvom danu zaradio 35.7 milijuna dolara.

## Radnja
Isabella Swan, najčešće zvana Bella, seli se iz sunčanog Phoenixa, Arizona u kišoviti Forks, Washington gdje će živjeti sa svojim ocem, tako da njezina majka, Reneé, može putovati sa svojim novim mužem, Philom Dwyerom, baseballskim igračem. Iako u Phoenexu nikad nije imala mnogo prijatelja, Bella uskoro otkriva kako je predmet znatiželje svojoj novoj školi u Forksu, gdje se sprijateljuje s nekoliko učenika i učenica. Na njezin užas, nekoliko dečki se natječe koji će prvi privući njenu pažnju.
Već prvi dan sjedi pokraj Edwarda Cullena, koji je ljutito gleda i usput stvara krajnju napetost. To dovodi Bellu do zaključka da je mrzi. Međutim, njegovo ponašanje prema njoj se uskoro počinje mijenjati. Jednog dana, kada je prema Belli nekontrolirano jurio kamion klizeći po ledu, otkrivaju se Edwardove nadnaravne moći. Nakon što je ugledala udubljene na kamionu u obliku Edwardovog ramena, shvaća da je kamion udario njega i tako ju je zaštitio da je kamion ne udari. Bella mu se kasnije suprotstavlja zbog bizarnosti situacije, ali Edward ne želi pričati s njom. Kako vrijeme prolazi, Edward i Bella su sve češće meta jedan drugome iako Edward očajnički pokušava držati Bellu što dalje od sebe.
Tijekom izleta na Prvu plažu, Bella saznaje od svog "prijatelja" Jacoba da postoje Quileuti i hladni, tj. Cullenovi, vegetarijanski vampiri koji ne piju ljudsku krv nego love životinje pa piju njihovu. Usprskos tome, Bella i Edward se zaljube. Najveći problem im predstavlja Bellina nevjerojatna sposobnost da privuče nesreću. No, oni ostaju zajedno.
Naizgled blaženo stanje stvari prelazi u kaos kada u grad stignu drugi Vampiri, a tragač James, preusmjeri sva osjetila na Bellu. Pod uvjerenjem da je James oteo njezinu majku, odlazi u svoj bivši baletni studio gdje je James napada. Edward, zajedno s ostatkom svoje obitelji spašava Bellu prije nego što je James uspije ubiti. Kasnije, kada se vrate u Forks Bella izražava želju da postane vampir što Edward odlučno odbija.

## Uloge

### Cullenovi i Swanovi
- Kristen Stewart kao Bella Swan, je sedamnaestogodišnja djevojka koja se seli iz Phoenixa, Arizona u mali gradić Forks, Washington.
- Billy Burke kao Charlie Swan, je Bellin otac i načelnik policijske uprave Forks.
- Robert Pattinson kao Edward Cullen, je 110-godišnji vampir koji se pretvara da ima 17 godina. Ima nadnaravne moći poput neviđene brzine i snage, a uz to može ljudima čitati misli. Zaljubljen je u Bellu.
- Peter Facinelli kao Carlisle Cullen, je 302-godišnji vampir i glava kuće obitelji Cullen. Izgleda kao čovjek u srednjim 20-ima, a radio kao liječnik u bolnici Forks.
- Kellan Lutz kao Emmett Cullen, je najjači vampir u obitelji Cullen.
- Elizabeth Reaser kao Esme Cullen, je Carlisleova žena vampir i ona je majčinska figura u obitelji Cullen.
- Ashley Greene, kao Alice Cullen, je vampir koji može predvidjeti budućnost, ali samo na temelju ljudskih postupaka.
- Jackson Rathbone kao Jasper Hale, je član obitelji Cullen koji može upravaljati emocijama.
- Nikki Reed kao Rosalie Hale, je članica obitelji Cullen. Njoj je bilo najteže od svih Cullenovih prihvatiti Bellu kao členicu obitelji.

### Nomadski Vampiri
- Cam Gigandet kao James, je vođa grupe nomadskih vampira. Najveći je tragač u njihovoj grupi i zadatak mu je ispuniti najveći izazov u karijeri, a to je ubiti Bellu.
- Rachelle Lefevre kao Victoria, je Jamesova pomoćnica koja će mu pomoći pronaći Bellu.
- Edi Gathegi kao Laurent, je najciviliziraniji član Jamesove grupe.

### Ljudi
- Gil Birmingham kao Billy Black, je Jacobov otac i prijatelj Charlieja.
- Taylor Lautner kao Jacob Black, je stari prijatelj Belle s kojim se je igrala u djetinjstvu i član je plemena Quileute.
- Sarah Clarke kao Reneé Dwyer, je Bellina majka koja živi u Arizoni sa svojim novim mužem Philom.
- Michael Welch kao Mike Newton, je Bellin novi prijatelj koji želi pridobiti njezinu pažnju.
- Christian Serratos kao Angela Weber, je Bellina nova prjateljica u Forksu.
- Anna Kendrick kao Jessica Stanley, je Bellina prva prijateljica u Forksu.
- Solomon Trimble kao Sam Uley, je član plemena Quileute.

## Vanjske poveznice
- Službena stranica  Arhivirana inačica izvorne stranice od 25. veljače 2011. (Wayback Machine)
- Sumrak na Twilight Saga Wiki  Arhivirana inačica izvorne stranice od 27. veljače 2009. (Wayback Machine)
- Sumrak u internetskoj bazi filmova IMDb-a
- Sumrak na Box Office Mojo
- Sumrak na Rotten Tomatoes